# Link 80
Link 80 est un groupe de punk rock et ska punk américain, originaire de la Baie de San Francisco.

## Biographie

### Débuts
Le groupe est formé à la fin de 1993 de la baie de San Francisco. Au début, les membres originaux (le guitariste Matt Bettinelli-Olpin, le batteur Joey Bustos, le bassiste Adam Pereira et le chanteur Jeff Acree) se sont produits sur la scène locale sous le nom de Drano, The Rag-Tags, Mr. Slave-Unit, avant de devenir Link 80 (le nom du groupe vient de l'autoroute I-80 qu'ils utilisaient pour se rendre au garage du batteur pour les répétitions).
En mai 1995, Nick Traina rejoint le groupe après sa rencontre avec Adam Pereira à un spectacle dans Mission District. La passion de Nick pour la musique et sa voix combinées avec le reste de la bande leur donne un son différent de la plupart des groupes de ska. Comme leur label Asian Man Records les décrit, ils sont un mélange énergique de ska, punk rock et hardcore.
Les paroles, les samples et leurs couvertures sont remarqués par l'usage de références télévisuelles et cinématographiques comme The Twilight Zone, Usual Suspects, American Me, Happy Gilmore, Stand by Me, Pretty In Pink et I Walked with a Zombie.

### 17 Reasons

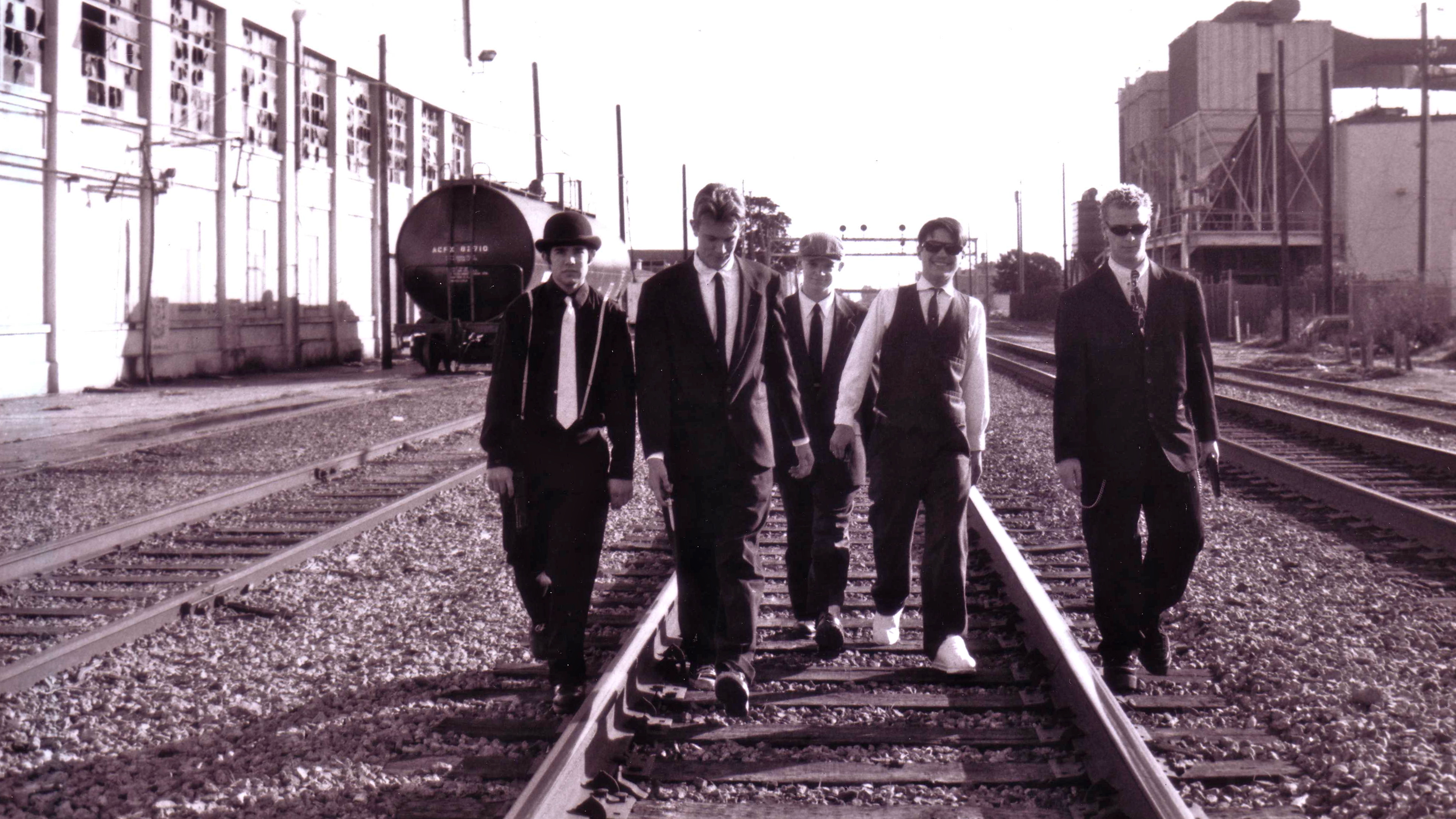
Link 80 en 1996. Adam Pereria, Matt Bettinelli-Olpin, Aaron Nagel, Joey Bustos, et Nick Traina.

Enregistré en 1996, Link 80 sort son premier album intitulé 17 Reasons, au début de l'année 1997. L'album se compose de 17 titres punk rock rapide et énergique et de chansons skacore (et une piste cachée, une reprise de Who Killed Marilyn? de The Misfits). Il est également le premier album enregistré par Asian Man Records. Leur seul clip vidéo officiel est d'ailleurs tiré de cet album avec la chanson Verbal Kint. La vidéo est réalisée par Scott Pourroy. En 1996, tous les membres vont encore au lycée, et le groupe entame leur première tournée américaine pendant laquelle il crée leur propre groupe, connu sous le nom de ATRC ou Against the Rest Crew.
Le groupe comprend en 1997 Nick Traina (chant), Joey Bustos (batterie), Matt Bettinelli-Olpin (guitare, chant), Adam Pereira (basse, chant) et Aaron Nagel (trompette). Bien qu'il n'était pas présent à l'enregistrement de 17 Reasons, Jason Lechner (saxophone) rejoint le groupe à temps pour les accompagner en tournée. Ces membres seront présents sur deux des trois albums du groupe. Contrairement à beaucoup de groupes, chaque membre de Link 80 contribuent à l'écriture des chansons. Chacun participe également aux chœurs, parfois même le chant principal. Par exemple, Adam chante principalement sur Termination et Slap, tandis que Matt donne la voix sur Turn It Around.
Toujours en 1997, Link 80 part pour sa seconde tournée américaine. Débutée en Oregon le 14 juin, elle devait durer deux mois, mais le groupe se sépare après un spectacle au Globe à Milwaukee, Wisconsin, le 1er août.

### Dernières actions

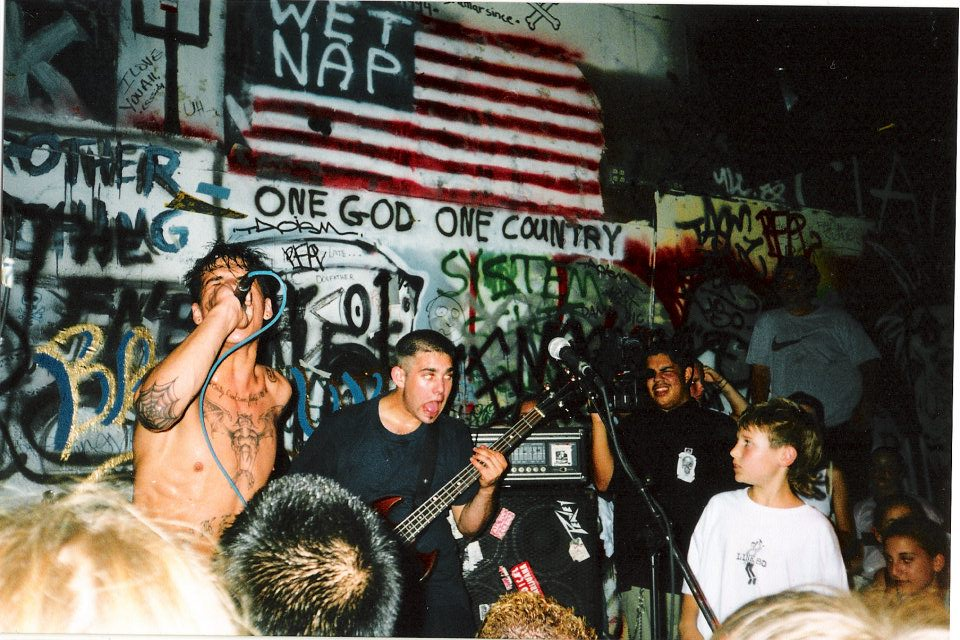
Nick Traina et Adam Pereria au 924 Gilman Street, en 1997.

Le dernier album de Link 80 avec Nick, Matt et Seth Blankenship, Killing Katie, est publié le 26 août 1997, moins d'un mois après la mort de Nick. L'album comprend huit chansons studio et trois chansons live. L'une des chansons live est une reprise de la chanson For What It's Worth de Buffalo Springfield, intitulée Everybody Look What's Going Down. Après Link 80, Nick lance un nouveau groupe, Knowledge, et commence immédiatement les concerts et enregistrements. Puis, le 20 septembre 1997, Nick, souffrant de trouble bipolaire, réussit sa quatrième tentative de suicide.
Avec le départ de Nick, Link 80 cherche quelqu'un pour le remplacer au chant. Après avoir recruté un certain Stoney Moak uniquement pour les concerts, Ryan Noble des Blast Bandits est choisi pour remplacer Nick de manière permanente. Leur chanson Unbroken, sur l'album The Struggle Continues, est écrit par l'ex-guitariste Matt pour Nick après sa mort.

### Retour

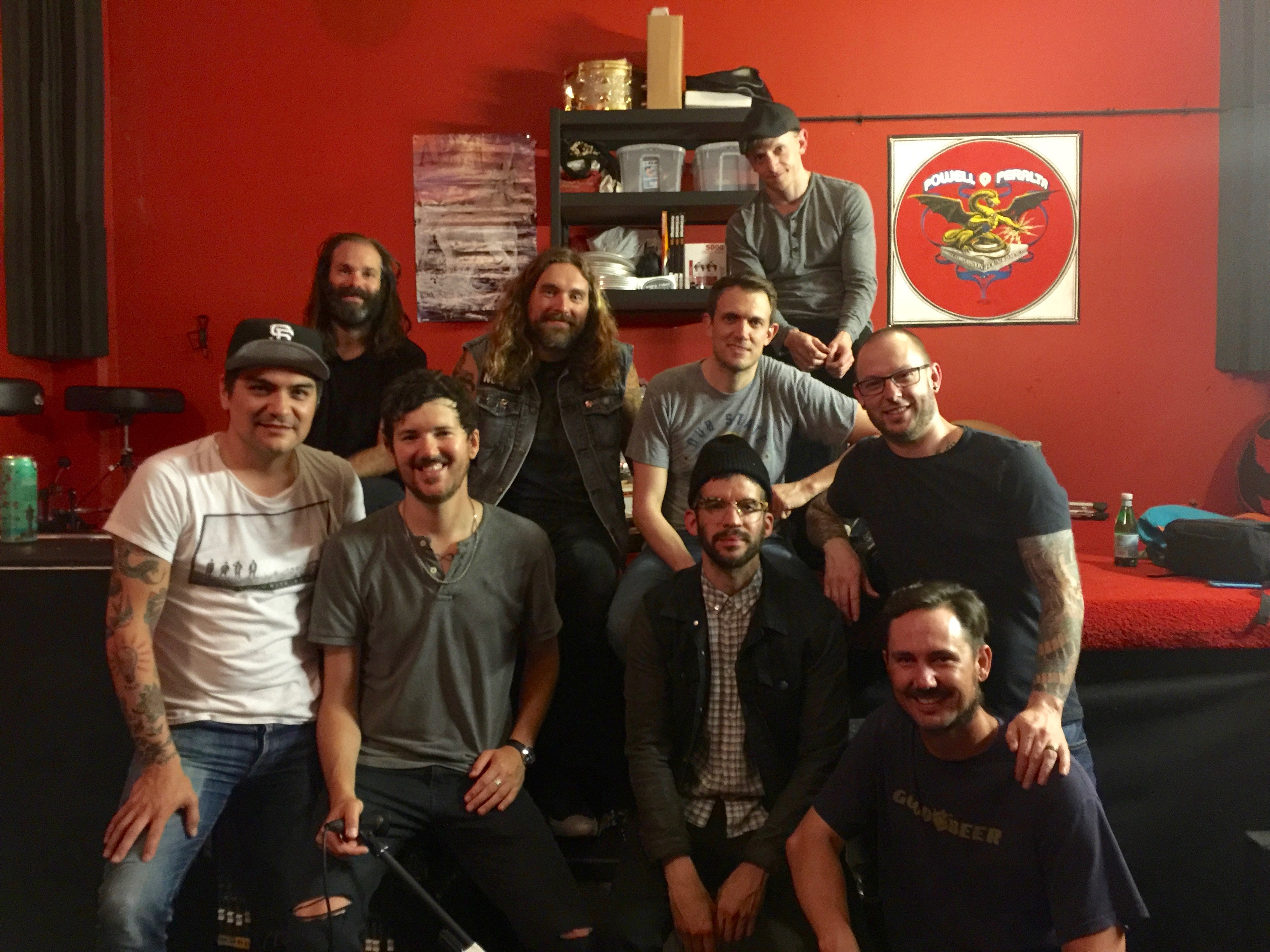
Link 80 à leur retour en 2016.

Après quelques brèves réunions pendant des années, le retour du groupe s'effectue pour la tournée Asian Man Records 20th Anniversary les 17 et 18 juin 2016. La formation comprend alors le chanteur Ryan Noble, les guitaristes Matt Bettinelli-Olpin et Adam Davis, le batteur Joey Bustos, les bassistes Adam Pereria et Barry Krippene, et Aaron Nagel, Steve Borth et Jason Lechner. Avant ces concerts, une vidéo en hommage à Nick Traina est montrée par Social Distortion.

## Membres
- Matt Bettinelli-Olpin - guitare
- Joey Bustos - batterie
- Adam Pereria - basse
- Jeff Acree - chant
- Nick Traina - chant
- Aaron Nagel - trompette

## Discographie

### Albums studio
- 1997 : 17 Reasons
- 1997 : Killing Katie
- 1999 : The Struggle Continues...

### EP et splits
- 1995 : Link 80 & Wet Nap (split 7" avec Wet-Naps)
- 1995 : Remember How It Used to Be (EP)
- 1996 : Rumble at the Tracks (split avec Subincision)
- 1998 : Nothing Lasts Forever (split 7" avec Punishment Park)
- Lifestyles, Textiles and X-Files (split 7" avec Lesdystics)
- Split CDEP/7" avec Capdown

### Compilations
- 1995 : Skank for Brains
- 1996 : What Are You Looking at?
- 1997 : 23 Reasons (uniquement au Japon)
- 1997 : This Aren't Two Tone
- 1997 : Cinema Beer Nuts
- 1997 : Misfits of Ska II
- 1997 : It Takes a Dummy to Know a Dummy)
- 1997 : Punk Goes Ska
- 1997 : Punk 'til Ya Poop
- 1997 : Ramen Core Volume 1
- 1997 : Dillinquents
- 1997 : Unrealism
- 1998 : Puro Eskanol Volume 2
- 1998 : Ska Sucks
- 1998 : Mailorder Is Fun!
- 1998 : Puro Eskanol, Vol. 2: Rice and Beans
- 1998 : Skank For Brains: Saturday Matinee
- 1998 : Waiting For Punk?
- 1998 : Ska: the Third Wave Checkered Box Set
- 1998 : Ska: the Third Wave, Vol. 4: Punk It Up
- 1999 : Hey Brother...Can You Spare Some Ska?
- 1999 : Mailorder Is Still Fun!
- 1999 : Mission Control Presents: Dr. Strange Vs. Asian Man, Vol. 1
- 1999 : Punker than Your Mother
- 1999 : To Protect and Serve - Chapter 13
- 1999 : Coffee, Cigarettes and Nuclear War
- 2000 : Punk Goes Metal
- 2000 : Plea For Peace
- 2000 : Just Not Punk Enough
- 2000 : Here We are Nowhere
- 2000 : Punked Up Love
- 2000 : Taken from a High School Journal
- 2001 : Have You Heard
- 2001 : Ten Minutes to Ogikubo Station
- 2001 : Shut the Punk Up, Vol. 1
- 2002 : Dropping Food on Their Heads Is Not Enough: Benefit for RAWA
- 2002 : Mailorder for The Masses!
- 2003 : Lessons for Today
- The Great Soup Opera